# Tanaecia nyagrodna
Tanaecia nyagrodna är en fjärilsart som beskrevs av Hans Fruhstorfer 1913. Tanaecia nyagrodna ingår i släktet Tanaecia och familjen praktfjärilar. Inga underarter finns listade i Catalogue of Life.